# Eduardo Chavarría
Eduardo Chavarría Acuña (San José, 21 de marzo de 1943-20 de julio de 2018) fue un futbolista costarricense. Es el primer costarricense en anotar en el Estadio Ricardo Saprissa Aymá.

## Trayectoria
Debutó con 20 años de edad, el 2 de junio de 1963 en la Primera División de Costa Rica con el Deportivo Saprissa contra el C.S. Uruguay de Coronado, el partido finalizó con derrota 1-0.
Su primer gol se dio en el 9 de junio de 1963 contra C.S Cartaginés, Chavarría puso la segunda anotación en el encuentro para después finalizar con victoria 3-2.
El 27 de agosto de 1972, el Deportivo Saprissa se enfrentaba ante el Comunicaciones F. C. en el Estadio Ricardo Saprissa Aymá siendo este el juego inaugural del estadio, Chavarría fue el autor del primer gol costarricense en anotar en el Estadio Ricardo Saprissa Aymá, ya que el primer gol fue de parte de los guatemaltecos al minuto 20, el partido internacional finalizó 1-1.
Eduardo registró con la selección de Costa Rica 8 partidos disputados con 6 anotaciones. Tuvo participación en la categoría juvenil de Torneo Juvenil de la Concacaf 1962, mientras en la mayor estuvo en el premundial eliminatorio 1970.
Fue campeón con el Deportivo Saprissa alcanzando el trofeo de la máxima categoría en los años en 1965, 1967, 1968, 1969 y 1972; tres torneos de copa, en 1963, 1970 y 1973, además de conseguir la Copa Fraternidad 1972. Con el C.S. Uruguay de Coronado consiguió el Torneo Centroamericano 1964.

## Palmarés

### Títulos nacionales
| Título                         | Equipo             | País       | Año  |
| ------------------------------ | ------------------ | ---------- | ---- |
| Torneo de Copa de Costa Rica   | Deportivo Saprissa | Costa Rica | 1963 |
| Primera División de Costa Rica | Deportivo Saprissa | Costa Rica | 1965 |
| Primera División de Costa Rica | Deportivo Saprissa | Costa Rica | 1967 |
| Primera División de Costa Rica | Deportivo Saprissa | Costa Rica | 1968 |
| Primera División de Costa Rica | Deportivo Saprissa | Costa Rica | 1969 |
| Torneo de Copa de Costa Rica   | Deportivo Saprissa | Costa Rica | 1970 |
| Primera División de Costa Rica | Deportivo Saprissa | Costa Rica | 1972 |
| Torneo de Copa de Costa Rica   | Deportivo Saprissa | Costa Rica | 1972 |

### Títulos internacionales
| Título                                | Equipo                    | Sede     | Año  |
| ------------------------------------- | ------------------------- | -------- | ---- |
| Torneo Centroamericano de la Concacaf | C. S. Uruguay de Coronado | San José | 1964 |
| Copa Fraternidad Centroamericana      | Deportivo Saprissa        | San José | 1972 |

### Distinciones individuales
| Distinción                                                            | Año  |
| --------------------------------------------------------------------- | ---- |
| Máximo goleador de la Primera División de Costa Rica 1968 (24 goles)  | 1968 |
| Máximo goleador de la Copa de Campeones de la Concacaf 1969 (6 goles) | 1969 |